# Water, flower
「water, flower」（ウォーターフラワー）は、SILVAの2枚目のシングル。1998年12月24日発売。

## 収録曲
1. water, flower
  - 作詞：SILVA 作曲・編曲：朝本浩文

テレビ朝日系「サンデージャングル」エンディングテーマ
2. sweet obsession
  - 作詞：SILVA 作曲・編曲：CHOKKAKU
3. water, flower（GROOVE THAT SOUL MIX）
  - 編曲：GTS
4. water, flower（Instrumental）

| スタブアイコン | サブスタブ | この項目は、まだ閲覧者の調べものの参照としては役立たない、シングルに関連した書きかけの項目です。この項目を加筆・訂正などしてくださる協力者を求めています（P:音楽/PJ:楽曲）。 |